# Património Nacional (Espanha)
O Património Nacional (em castelhano:  Patrimonio Nacional) é a designação atribuída em Espanha aos patrimónios históricos e artísticos, vinculados historicamente à Monarquia Espanhola. O Conselho de Administração do Património Nacional (Consejo de Administración de Patrimonio Nacional) é uma agência governamental, dependente do Ministério da Presidência e das Administrações Territoriais, que tem como objetivo conservar e preservar os bens do Estado espanhol, sob a jurisdição do rei e outros membros da família real espanhola para utilizar como residência ou para os atos do Estado e as cerimónias oficiais. Todas as regalias recebidas pelo rei passam a integrar o Património Nacional. Deste modo, a preservação desses monumentos deixa de ser administrada pelos funcionários da Casa de Sua Majestade, o Rei da Espanha, e passa a depender do Estado espanhol. 
Os bens administrados pelo Património Nacional incluem os palácios, parques, jardins, iates, conventos e mosteiros, e são designados por Edifícios ou Sítios Reais (Reales Sitios). Grande parte das residências da família real espanhola situa-se nas proximidades de Madrid, e são utilizadas tradicionalmente como casas de repouso, entretenimento ou como residência de inverno e verão pelos monarcas espanhóis, bem como os sítios onde estavam localizadas as instalações dos serviços da antiga corte, tendo em conta que atualmente a Monarquia Espanhola abdicou dela.
Durante o reinado de Afonso XIII, a agência era conhecida como Real Casa e Património da Coroa de Espanha (Real Casa y Patrimonio de la Corona de España). No período da Segunda República Espanhola, as propriedades foram confiscadas e convertidas no Património da República (Patrimonio de la República) pela lei de 22 de março de 1932. No entanto, foram rebatizadas como Património Nacional pela lei de 7 de março de 1940, durante o regime de Franco. A 16 de junho de 1982, foi adotada uma nova lei do Património Nacional.

## Sítios reais

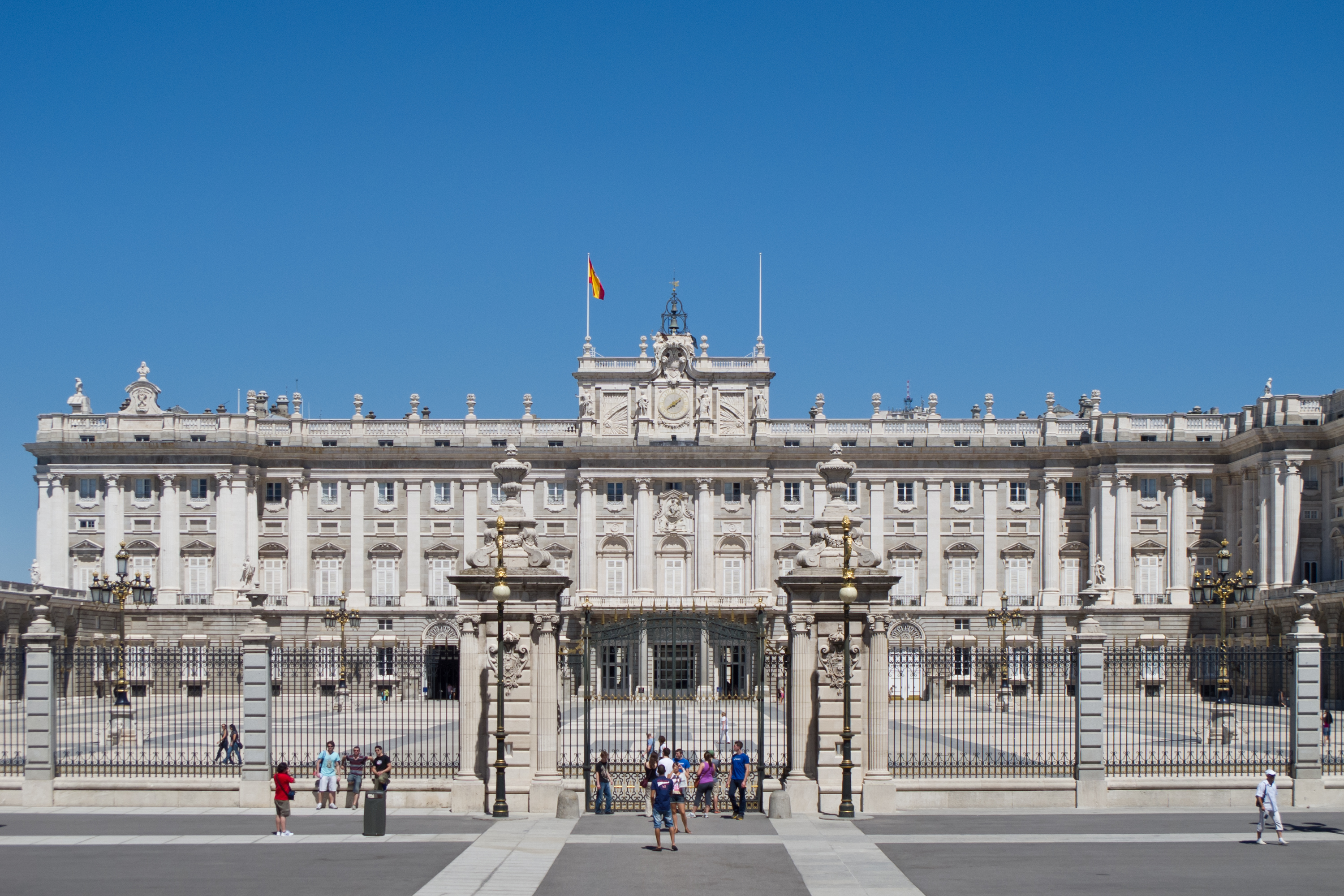
Palácio Real de Madrid.

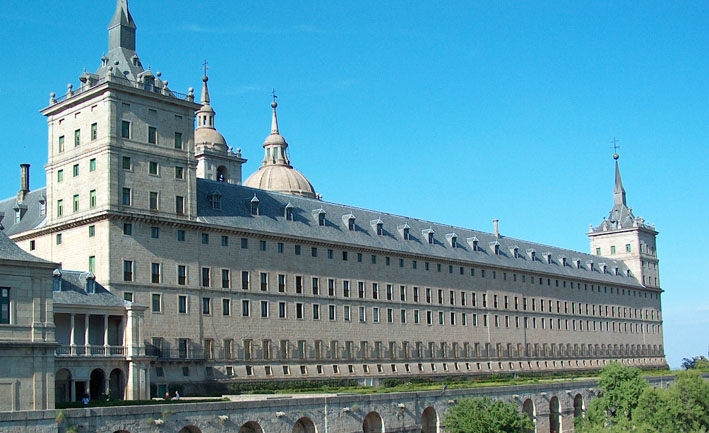
Mosteiro e Sítio do Escorial.

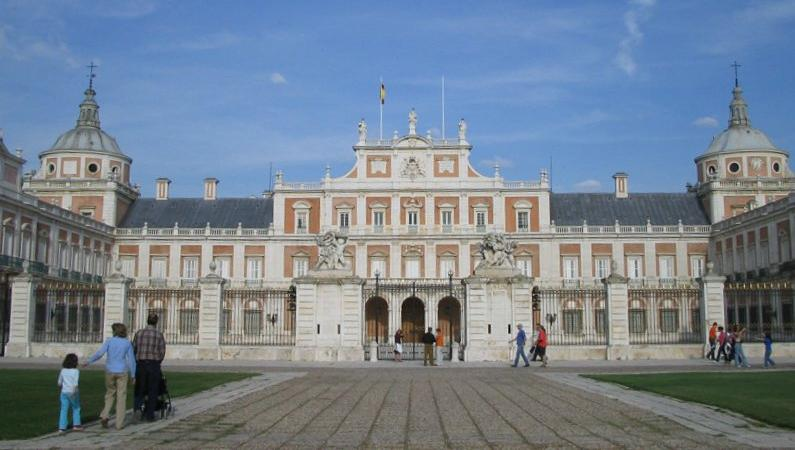
Palácio Real de Aranjuez.

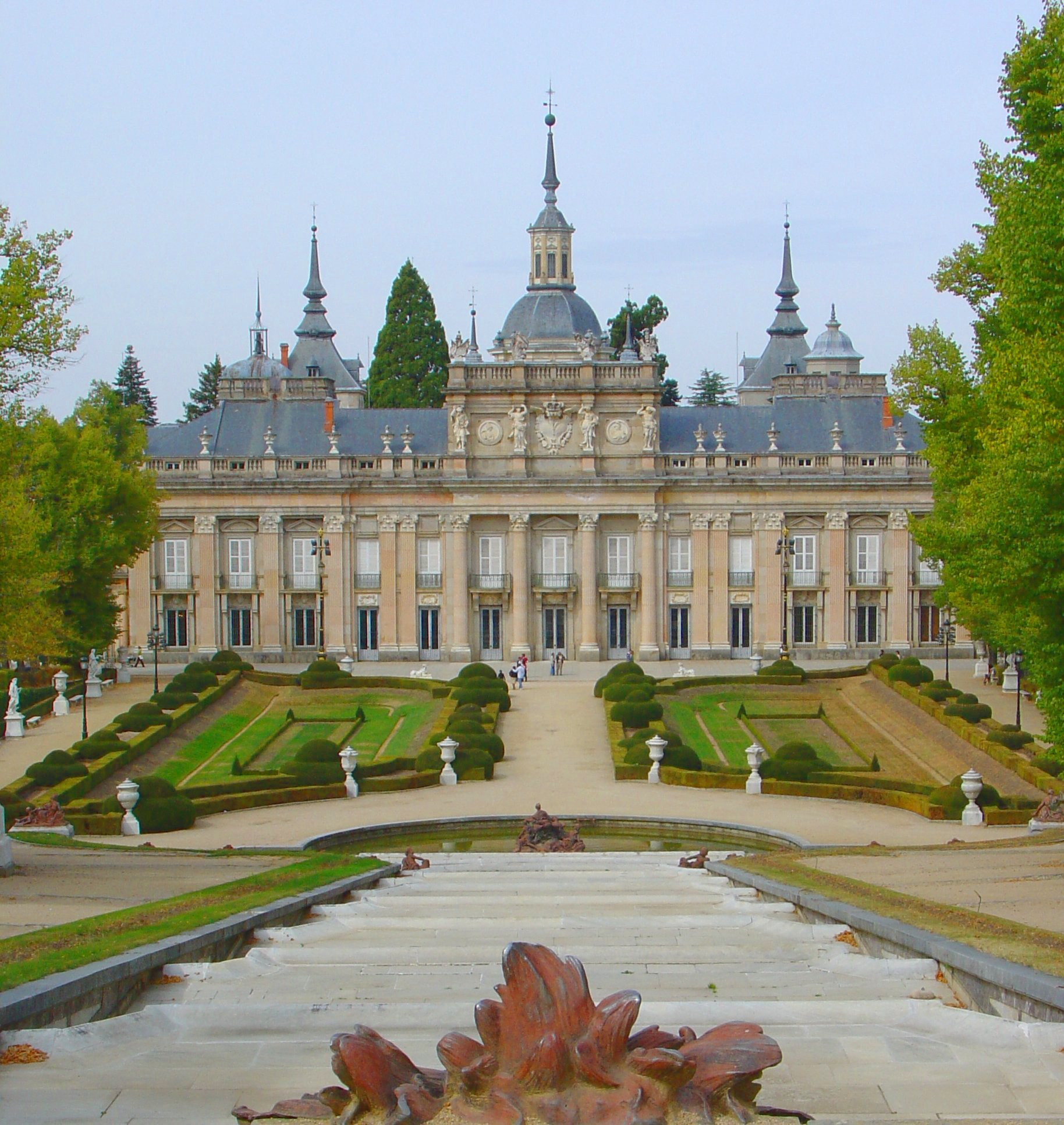
Palácio Real da Granja de Santo Ildefonso.

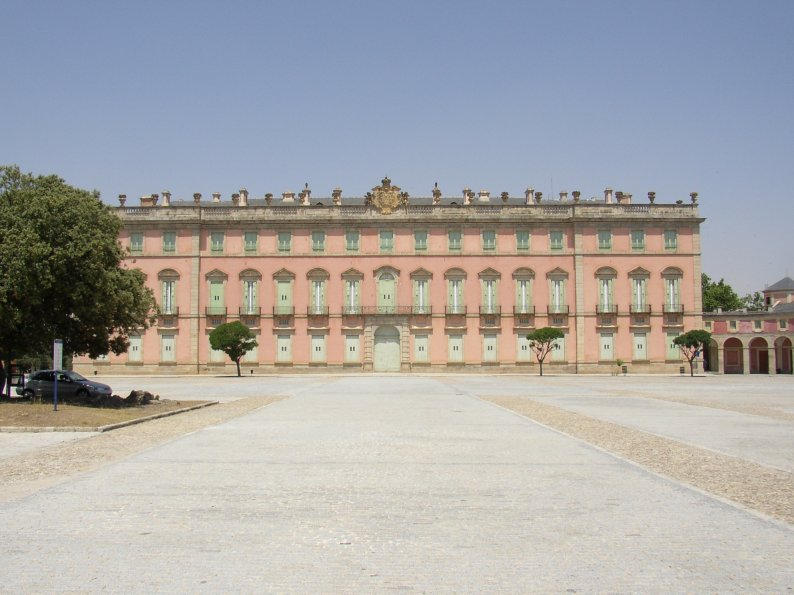
Palácio Real de Riofrio.

### Palácios reais
- Palácio Real de Madrid
- Casa do Príncipe ou Casa de Abajo (El Escorial, Madrid)
- Casa do Príncipe (El Pardo, Madrid)
- Casa do Infante (San Lorenzo de El Escorial)
- Palácio da Zarzuela (Madrid)
- Real Mosteiro e Sítio de São Lourenço do Escorial (Madrid)
- Palácio Real de Aranjuez e os seus Jardins (Aranjuez, Madrid)
- Casa do Lavrador (Aranjuez, Madrid)
- Palácio Real d'O Pardo (Madrid)
- Palácio Real da Granja de Santo Ildefonso (Segóvia)
- Casa das Flores (Real Sítio da Granja) (Segóvia)
- Palácio Real de Riofrio (Segóvia)
- Palácio Real de La Almudaina (Palma de Maiorca, Ilhas Baleares)
- Residência Real de La Mareta (Lançarote, Ilhas Canárias)

### Conventos e mosteiros
- Mosteiro das Descalças Reais (Madrid)
- Mosteiro de São Jerónimo de Yuste (Cáceres)
- Real Mosteiro da Encarnação (Madrid)
- Real Mosteiro de Santa Isabel (Madrid)
- Mosteiro Real de Santa Clara de Tordesillas (Valhadolide)
- Real Mosteiro de Santa Maria a Real das Huelgas (Burgos)
- Real Convento de São Pascoal (Aranjuez, Madrid)
- Real Colégio das Donzelas Nobres (Toledo).
- Abadia Beneditina de Santa Cruz do Vale dos Caídos (Madrid).

## Residências do presidente do governo
- Palácio da Moncloa (Madrid)
- Palácio das Marismillas (Huelva)
- Couto Nacional dos Quintos de Mora (Toledo)

## Padroados reais
- Panteão dos Homens Ilustres (Madrid).
- Vale dos Caídos (Madrid)

## Outras residências reais
As seguintes residências reais utilizadas pelos monarcas espanhóis durante as suas estadias, não são administradas pelo Património Nacional, mas dependem dos governos locais:
- Os Reais Alcáceres de Sevilha (residência oficial do rei na Andaluzia) se encontram atualmente a cargo do Padroado Real de Alcácer de Sevilha, uma entidade dependente.
- Palacete Albéniz, dependente da Comunidade Autónoma da Catalunha.

## Membros
De acordo com a lei 23/1982 de 16 de junho, o Conselho de Administração do Património Nacional é constituído pelo presidente, que é nomeado pelo rei, com a aprovação do presidente do governo, o gestor, e dez membros profissionais de elevada reputação, dos quais dois são conselheiros das câmaras municipais onde estão situadas as propriedades do Património Nacional.